# Guionista principal
Un guionista o escritor principal, también guionista o escritor líder, es una persona que supervisa el equipo de escritores de una serie de radio o televisión. El título es común en el género de la telenovela, así como en programas de comedia y programas de entrevistas que presentan monólogos y sketches cómicos. En los programas de televisión de ficción, comedia o drama, esto generalmente lo realiza un productor ejecutivo, que suele ser también el showrunner.

## Descripción general
El guionista principal concibe y describe la historia a largo plazo de una serie de radio o de televisión con guion. En la televisión diurna, las historias generales se dividen en episodios diarios, que son esbozados individualmente por escritores particulares y desarrollados con diálogos de otros.
En las series de horario estelar, los escritores individuales o independientes informados sobre cualquier argumento a largo plazo generalmente presentan sus ideas para episodios al escritor principal o productor ejecutivo. El escritor desarrolla sus ideas en un esquema y un guion, que posteriormente es editado y revisado por todo el equipo de redacción de la serie durante el proceso de producción.
A veces, los escritores principales también desempeñan el papel de editor de la historia, aunque en otras ocasiones los roles están separados.
En la animación japonesa, el papel que se le asigna a un escritor que lidera un equipo de guionistas de episodios individuales (脚本, kyakuhon) se acredita como composición de serie (シリーズ構成, shirīzu kōsei).

## Premios de escritura
Hay varios premios a los que un escritor principal puede optar. Incluyen:
- Premio Daytime Emmy (Premio Daytime Emmy al mejor equipo de redacción de series dramáticas)
- Premio Primetime Emmy (Mejor guion para una serie de comedia, Mejor guion para una serie dramática, Mejor guion para una miniserie, película o especial dramático, Mejor guion para una serie de variedades)
- Premios del Sindicato de Escritores de América
- Premios Géminis
- Premios satélite
- Premio Globo de Oro (Premio Globo de Oro al Mejor Guion)
- Premios de Televisión de la Academia Británica
- Premios TCA

## Afiliación
Los escritores principales pueden ser miembros de los siguientes grupos: WGA, Writers Guild of Canada, Authors Guild, Dramatists Guild of America, American Screenwriters Association, Australian Writers' Guild y International Affiliation of Writers Guilds.